# Pakt za avtonomijo
Pakt za avtonomijo (italijansko Patto per l'Autonomia, furlansko Pat pe Autonomie, nemško Pakt für die Autonomie) je politična stranka v Furlaniji - Julijski krajini, ki se bori za avtonomijo dežele in za zaščito jezikovnih manjšin (slovenska, furlanska in nemška).

## Rezultati volitev

### Deželne volitve v Furlaniji - Julijski krajini
| Volitve      | Volitve      | Glasovi | %    | Sedeži |
| ------------ | ------------ | ------- | ---- | ------ |
| Deželne 2018 | Deželne 2018 | 23.696  | 4,40 | 2 / 49 |

### Politične in evropske volitve
| Volitve        | Volitve            | Glasovi | %    | Sedeži |
| -------------- | ------------------ | ------- | ---- | ------ |
| Politične 2018 | Poslanska zbornica | 7.079   | 1,03 | 0 / 13 |
| Politične 2018 | Senat              | 5.015   | 0,78 | 0 / 7  |